# 拉欣·拉赫曼
拉欣·拉赫曼（英語：Rashin Rahman，1967年5月23日—），或直稱拉赫曼，印度男演员。他曾出演過超過150部電影，其中以馬拉雅拉姆語、泰米爾語和泰盧固語電影最多。在後兩種電影中，他亦以藝名Raghuman或Raghu而為人所知。

## 個人生活
拉欣·拉赫曼於1967年出生在阿布扎比，家庭來自馬拉普蘭的尼倫布爾。他的妻子Meherunnisa是A·R·拉赫曼之妻的妹妹，兩人育有二子。

## 外部連結
- 官方网站
- Rahman在互联网电影资料库（IMDb）上的資料（英文）
- Rahman的X（前Twitter）
- Rahman的Facebook專頁
- Rahman的Instagram帳戶
- . Malayalam Music & Movie Encyclopedia.   [2016-07-23]. （原始内容存档于2016-03-04）.
- .   [2019-04-18]. （原始内容存档于2012-12-16）.